# Martín Vásquez (futbolista peruano)
Carlos Martín Vásquez Blanco (n. Chincha, 8 de octubre de 1974) es un exfutbolista peruano. Jugaba de lateral izquierdo y ocasionalmente de volante.

## Trayectoria
Se formó en la cantera de Sporting Cristal y debutó a los 19 años. Regresó al cuadro del Rímac en 1997 y fue subcampeón de la Copa Libertadores 1997 con el equipo rimense. Ha jugado en varios clubes peruanos y fue convocado a la selección peruana de fútbol en algunas oportunidades.

## Clubes
| Club                      | País    | Año         |
| ------------------------- | ------- | ----------- |
| Sporting Cristal          | Perú    | 1993 - 1994 |
| Aurich-Cañaña             | Perú    | 1994 - 1996 |
| Sporting Cristal          | Perú    | 1997 - 1998 |
| Deportivo Municipal       | Perú    | 1999 - 2000 |
| Sport Boys                | Perú    | 2000 - 2001 |
| Alianza Atlético          | Perú    | 2001 - 2003 |
| Sporting Cristal          | Perú    | 2003 - 2004 |
| Universidad César Vallejo | Perú    | 2004 - 2005 |
| Alianza Atlético          | Perú    | 2006        |
| Deportivo Cuenca          | Ecuador | 2006 - 2007 |
| Total Clean               | Perú    | 2007 - 2008 |
| Total Chalaco             | Perú    | 2009        |
| Sport Áncash              | Perú    | 2009        |
| Ayacucho Fútbol Club      | Perú    | 2010        |

## Palmarés
| Título                    | Club        | País | Año  |
| ------------------------- | ----------- | ---- | ---- |
| Segunda División del Perú | Total Clean | Perú | 2008 |